# Ernst Hoske

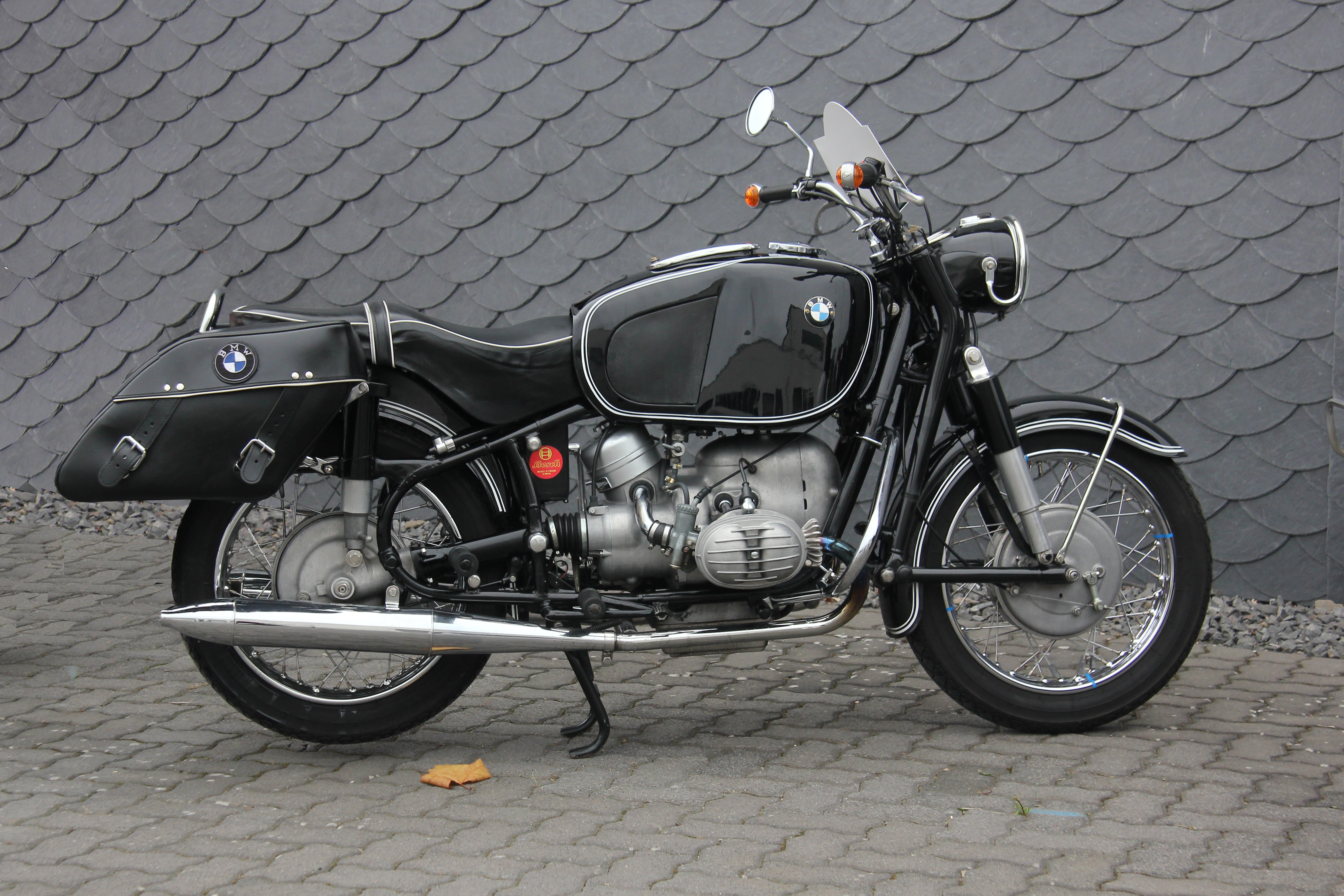
BMW R 60/2 mit Hoske-Tank

Ernst Hoske (* Mai 1921 in Groß Hilligsfeld bei Hameln; † April/Mai 1976) war ein erfolgreicher deutscher Motorradrennfahrer im Gelände- und Straßenrennsport auf 500-cm³-Maschinen von BMW.
In seiner 1949 gegründeten Auto- und Motorradwerkstatt in Groß Hilligsfeld stellte er unter anderem Rennumbausätze, Sitzbänke und Auspuffanlagen für BMW-Motorräder, Drehzahlmesser für BMW, Horex und Zündapp sowie optische und mechanische Tuningteile her. Neben Karl Heinrich in Maichingen hatte auch Hoske vergrößerte Tanks für BMW-Motorräder im Programm, seine Sportschalldämpfer sind unter dem Namen „Hoske-Tüten“ bekannt und werden heute noch nachgebaut. Die Werkstatt wurde 1969 von Kurt Straubel übernommen, nachdem Ernst Hoske einen Werkstattunfall hatte. Später erbte Hoskes Schwiegersohn den Betrieb. Die Werkstatt heißt heute „BMW Fuchs“ und ist nach Hameln-Hottenbergsfeld umgezogen.
Ernst Hoske war bei zwei Grenzlandring-Rennen in der Klasse bis 500 cm³ erfolgreich: Am 11. September 1949 erreichte er den dritten und am 17. September 1950 den zweiten Platz. Außerdem siegte er beim Feldbergrennen 1950. Beim nationalen Solitude-Rennen am 18. September 1949 belegte er in der 500er-Klasse den fünften Platz, am 13. August 1950 wurde er Vierter auf der Solitude.

## Persönliches
Nach Grund- und Aufbauschule absolvierte er ein Studium an der Staatlichen Ingenieurschule Magdeburg. In der Freizeit beschäftigte er sich gern mit Brieftauben und war mit diesem Hobby von 1935 bis 1940 Vereinsmeister.